# 麻生うさぎ
麻生うさぎ（あそう うさぎ、1960年12月6日 - 2012年12月28日）は、1980年代に映画に出演した女優。
主にピンク映画や日活ロマンポルノで活躍した。

## 略歴
1960年生まれ。神奈川県出身。
1982年より映画に出演、にっかつ映画『ピンクのカーテン』に出演する。1983年の『神田川淫乱戦争』が有名な主演作である。1985年の『ドレミファ娘の血は騒ぐ』を最後に映画出演はしていない。
また、ロックバンドP.C.E.C.のボーカルとして、ライブハウスなどで活躍。じゃがたらの初期のライブ、アルバム「南蛮渡来」のサポート・メンバー（コーラス・ガール）としても参加。
2012年12月28日、大腸癌のため東京都内の病院にて死去。52歳没。

## 出演作品の一部

### 映画
- ピンクのカーテン（1982年7月23日公開、にっかつ）
- 痴漢新幹線(1982年7月公開) - 監督:稲尾実。
- 宇能鴻一郎の女医も濡れるの（1982年10月1日公開、にっかつ）
- ピンクのカーテン2（1982年10月29日公開、にっかつ）
- 暗室（1983年、にっかつ）
- 神田川淫乱戦争（1983年、ディレクタース・カンパニー）
- 連続暴姦（1983年、獅子プロ・新東宝映画）
- 春情夢（1984年、にっかつ）
- ドレミファ娘の血は騒ぐ（1985年、ディレクタース・カンパニー）